# Nagroda Prezydenta Miasta Częstochowy im. dr. Władysława Biegańskiego
Nagroda Prezydenta Miasta Częstochowy im. dr. Władysława Biegańskiego – nagroda przyznawana od 1997 roku przez prezydenta Częstochowy osobom wyróżniającym się wybitną oraz znaczącą działalnością w ochronie zdrowia i pracą na rzecz pacjenta. Nagrody przyznawane są w formie dyplomów, statuetek oraz gratyfikacji finansowej, Nagroda im. Biegańskiego dzieli się na trzy stopnie (I, II i III stopnia) oraz wyróżnienia. Statuetki przy tej nagrodzie są najwyższym odznaczeniem Towarzystwa Lekarskiego Częstochowskiego, którego założycielem w roku 1901 i pierwszym prezesem był Władysław Biegański

## Lista laureatów
- Tadeusz Maliński, Uniwersytet Ohio - dwukrotnie nominowany do Nagrody Nobla[5]
- Piotr Kuna
- Aleksander Sieroń
- Ireneusz Skubiś
- prof. Adam Styś, University of South Dakota
- prof. Jan Borowiec, Uniwersytet w Uppsali
- Paweł Kruś - Przewodniczący Kapituły Nagrody Zaufania "Złoty OTIS"[6], za organizację społecznych akcji profilaktycznych w Polsce i na Ukrainie.